# Acatisia
La acatisia es la incapacidad para mantenerse quieto que se acompaña de una sensación de intranquilidad a nivel corporal. En los casos más graves la acompaña una fuerte sensación de angustia.
La necesidad imperiosa de estar tranquilo lleva al paciente a cambiar de lugar y de postura, a levantarse y sentarse en forma reiterada, a cruzar y extender las piernas, a dar largos paseos, a acostarse y levantarse inmediatamente sin poder descansar, etc.

## Diagnóstico diferencial
La acatisia puede ser un efecto adverso de los neurolépticos, y por tanto no se debe confundir con manifestaciones motrices de tipo ansioso. Fármacos como la metoclopramida (un fármaco procinético) también pueden provocar este efecto adverso. También se debe hacer el diagnóstico diferencial con el “síndrome de las piernas inquietas”, en el cual lo que sucede es que los movimientos se exacerban con el reposo (suelen aparecer al acostarse) y ceden con el movimiento (a diferencia de la acatisia).
También aparece como parte del síndrome serotoninérgico, efecto adverso de los inhibidores selectivos de la recaptación de serotonina (ISRS) y se ha descrito su asociación con el cuadro clínico que puede presentar una anemia ferropénica.

## Epidemiología
Los datos epidemiológicos publicados para la acatisia se limitan principalmente a los períodos de tratamiento que preceden a la llegada de los antipsicóticos de segunda generación. Sachdev (1995) informó una tasa de incidencia de acatisia aguda del 31% para 100 pacientes tratados durante 2 semanas con medicamentos antipsicóticos. Sachdev (1995) informó un rango de prevalencia de 0.1% a 41%. Con toda probabilidad, las tasas de prevalencia son más bajas para el tratamiento actual, ya que los antipsicóticos de segunda generación conllevan un menor riesgo de acatisia.